# URF
Ubåtsräddningsfarkosten (URF) är en specialubåt tillhörande svenska marinen som används för att rädda besättningen på en sjunken ubåt. URF kan transporteras med flyg, båt och med lastbil. Oftast opererar URF tillsammans med ubåtsräddningfartyget HMS Belos. URF levererades av Kockums 1978.
Sverige har avtal med Frankrike, Norge, Polen, Storbritannien och USA att om det sker en olycka med en ubåt från något av dessa länder ska URF om det så behövs sättas in i räddningsarbetet så fort som möjligt. Det tidigare avtalet med Storbritannien innebar att när URF var på service kunde britterna sätta in sin LR-5 för att undsätta svenska ubåtar. LR-5 ingår numera i Australiens ubåtsräddningssystem.
Beredskapen då URF genomgår större materielunderhåll upprätthålls nu av Nato Submarine Rescue System, NSRS. Detta är ett system som drivs av Storbritannien, Norge och Frankrike. 
Från 2012 genomgick URF stora modifieringar under ett antal år och fick livstidsförlängning. När arbetet var klart bytte den namn till URF MkII. Alla delsystem blev utbytta och farkosten blev utrustad med ett helt nytt framdrivnings- och styrsystem. Farkosten bytte då färg från vit/orange till gul/blå, vilket medför att farkosten syns tydligare samt att det ger en signaleffekt att det är en ny farkost.